# سیارک ۸۰۴۵۱
سیارک ۸۰۴۵۱ (به انگلیسی: 80451 Alwoods، نامگذاری:2000AA) هشتاد هزار و چهارصد و پنجاه و یکمین سیارک کشف شده‌است که در ۱ ژانویه ۲۰۰۰ کشف شد.